# Czerwone Stawki Gąsienicowe

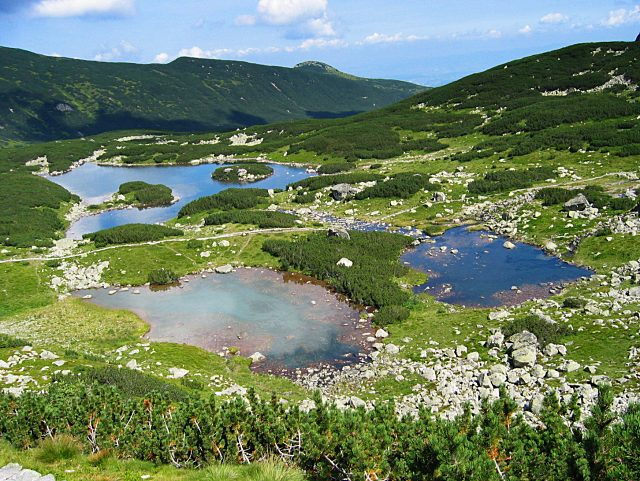
Czerwone Stawki Gąsienicowe, vlevo Wyżni a vpravo Niżni, vzadu jezero Kurtkowiec

Czerwone Stawki Gąsienicowe nebo také Czerwone Stawy Gąsienicowe je soubor dvou ledovcových jezer nacházejících se v horní části Gąsienicowe doliny ve Vysokých Tatrách v Polsku. Jezera leží v nadmořské výšce 1693 m a 1695 m na horním okraji pásma kosodřeviny. Severně od nich se nachází jezero Kurtkowiec.

## Jezera
| jezero                           | rozloha (ha) | délka (m) | šířka (m) | m.hl. (m) | objem (m³) | n.v. (m) | Souřadnice                       |
| -------------------------------- | ------------ | --------- | --------- | --------- | ---------- | -------- | -------------------------------- |
| Niżni Czerwony Stawek (wschodni) | 0,1560       | 56        | 37        | 1,0       | 450        | 1 693,2  | 49°13′40″ s. š., 20°00′17″ v. d. |
| Wyżni Czerwony Stawek (zachodni) | 0,2670       | 78        | 52        | 1,5       | 1 440      | 1 694,6  | 49°13′40″ s. š., 20°00′14″ v. d. |